# Stadsparken, Askersund
Stadsparken är ett kommunalt naturreservat i Askersunds kommun i Örebro län.
Området är naturskyddat sedan 2005 och är 10 hektar stort. Reservatet ligger sydost om Askersund och består av magra hällmarkstallskogar och sänkor med inslag av lövträd.